# Виньонь
Виньонь (нем. Vignogn) — деревня и бывшая коммуна в Швейцарии, в кантоне Граубюнден.
1 января 2013 года вместе с коммунами Кумбель, Деген, Лумбрайн, Мориссен, Сурауа, Велла и Врин вошла в состав новой коммуны Лумнеция.
Входит в состав региона Сурсельва (до 2015 года входила в округ Сурсельва).
Население составляет 190 человек (на 31 декабря 2006 года). Официальный код — 3604.
Первые упоминания о Виньоне относятся к 14—15 векам, в 1325 году он упоминался под названием Vinanne, в 1469 как Viends. До 1983 года Виньон был известен как Vigens.
Исторически население коммуны изменялось следующим образом:
| год  | население |
| ---- | --------- |
| 1850 | 199       |
| 1900 | 134       |
| 1950 | 204       |
| 2000 | 179       |

По состоянию на 2000 год, 53 % населения Виньона составляли мужчины, 47 % — женщины; 17,7 % — дети и подростки от 0 до 19 лет; 21,8 % — взрослые от 20 до 39 лет; 33 % — от 40 до 59 лет; 27,4 % — от 60 до 99 лет.